# Ernest Mahaim
Pour les articles homonymes, voir Mahaim.
Ernest Aimé Joseph Mahaim (Momignies, le 27 avril 1865 - Liège, le 30 novembre 1938) est une personnalité politique belge. 

## Biographie
Docteur en droit et en sciences politiques et administratives, il fut professeur à l'Université de Liège ainsi qu'à l'université nouvelle de Bruxelles. Comme extra-parlementaire, il devient ministre de l'Industrie, du Travail et du Ravitaillement en 1921. Il participe à la fondation du Bureau international du travail, dont il devient président en 1931. 